# Lee Evans
Lee Edward Evans (Madera, 25 de fevereiro de 1947 – 19 de maio de 2021) foi um atleta e bicampeão olímpico norte-americano, especialista na prova dos 400 m rasos.
Velocista desde a adolescência, Evans foi imbatível nas provas de 400 m e 440 jardas na escola e na San Jose State University de 1964 a 1966. Seu único rival à altura e o único a o derrotar nesta época, foi seu companheiro Tommie Smith, futuro campeão olímpico dos 200 m rasos. A competitividade entre os dois era tão grande que o técnico Bud Winter os impedia de treinaram um contra o outro.
Evans conquistou seu primeiro recorde mundial em 1966, integrando o revezamento 4X400 m  dos Estados Unidos numa prova em Los Angeles, a primeira vez em que a prova foi completada em menos de 3 min (2min59s6). Em 1967, ele venceu os 400 m nos Jogos Pan-Americanos de Winnipeg, com um tempo de 44s95, a primeira vez que o tempo da prova baixava de 45s com cronometragem eletrônica na era da cronometragem manual.
Em 1968, ele venceu as seletivas americanas para os Jogos, cravando novo recorde mundial (44s) e, na Cidade do México, na final olímpica, conquistou o ouro quebrando mais uma vez sua própria marca, estabelecendo novo recorde olímpico e mundial (43s85) que até hoje é a sétima melhor marca para a prova e perdurou por vinte anos. Ainda nos mesmos Jogos na altitude mexicana, ele ganhou mais uma medalha de ouro fechando o revezamento 4x400 m dos EUA, com novo recorde mundial (2:56.16), tempo que permaneceu imbatível por 24 anos.
Durante a cerimônia de premiação desta prova, Evans e seu companheiro Ron Freeman receberam suas medalhas de ouro usando boinas negras ao estilo dos Panteras Negras. Durante a mesma cerimônia da prova dos 200 m, realizada anteriormente, seu ex-rival de treinamento Tommie Smith, campeão olímpico dos 200 m e John Carlos, o medalha de bronze, também receberam suas medalhas de boinas e luvas negras com saudações para o alto, o que lhes valeu a suspensão em competições futuras pelo presidente do COI, o norte-americano branco Avery Brundage.
Depois se tornar campeão nacional da AAU (Amateur Athletic Union) em 1969 e 1972, Evans conseguiu apenas o quinto lugar nas seletivas para os Jogos de Munique em 1972, o que lhe garantiu um lugar de reserva no revezamento 4X400 m, para disputar as preliminares. Entretanto, com a suspensão de dois integrantes da equipe, Vince Matthews e Wayne Collett, ouro e prata na prova individual dos 400 m, pela mesma demonstração no pódio que a anteriormente feita pelos velocistas negros na Cidade do México 1968, e a contusão de outro atleta, John Smith, os Estados Unidos ficaram sem homens suficientes para formar o revezamento e ele não pode competir nestes Jogos.
Por toda a vida um defensor dos direitos dos negros, fundador do OPHR (Olympic Project for Human Rights), Evans trabalhou por mais de quatro décadas como diretor de programas de atletismo nacionais em seis diferentes nações da África, além de técnico das equipes de atletismo de pista e de cross-country da University of South Alabama. Em dezembro de 2011, foi diagnosticado com um tumor no cérebro e apesar de todo seu passado como atleta e técnico, sem ter um plano de saúde e condições de tratamento, uma campanha de arrecadação de fundos para ajudá-lo foi lançada por seu companheiro de equipe em 1968, John Carlos.
Evans morreu em 19 de maio de 2021, aos 74 anos de idade, após sofrer um derrame. Ele se encontrava na Nigéria, sua família chegou a abrir uma companha virtual para arrecadar dinheiro para levar Evans de volta aos Estados Unidos, mas o mesmo faleceu antes que fosse possível atingir o valor necessário.